# Methylcrotonoyl-CoA-Carboxylase
Die Methylcrotonoyl-CoA-Carboxylase ist ein Enzym, das zur Klasse der Ligasen zählt und in den Mitochondrien von Tieren und Pflanzen sowie in Bakterien vorkommt. Andere Namen sind Methylcrotonyl-CoA-Carboxylase oder abgekürzt MCCase oder MCC. CoA steht für Coenzym A. Es wird vom Gen MCCC1 kodiert.
Die Methylcrotonoyl-CoA-Carboxylase macht die Aminosäure Leucin für die Energieversorgung des Organismus nutzbar. Leucin ist ein wichtiger Nährstoff für den Muskel, insbesondere bei starker Beanspruchung oder in Fastenperioden. Zur Funktion benötigt das Enzym das Vitamin Biotin. Ein Defekt in einer der beiden Untereinheiten führt zu einer seltenen Stoffwechselstörung.

## Struktur
Die Methylcrotonoyl-CoA-Carboxylase bildet ein Heteromer, besteht also aus zwei verschiedenen Untereinheiten. Die größere α-Untereinheit enthält die prosthetische Gruppe Biotin und beherbergt die Andockstelle für Adenosintriphosphat (ATP) sowie die Domäne, an der Biotin carboxyliert wird. Die kleinere β-Untereinheit enthält die Domäne, an der die Carboxygruppe vom Biotin auf das Substrat übertragen wird.

## Funktion
Die Methylcrotonoyl-CoA-Carboxylase katalysiert den vierten Reaktionsschritt beim Abbau der Aminosäure Leucin zu den vielseitig verwertbaren Stoffwechselzwischenprodukten Acetyl-CoA und Acetacetat. Dabei wird an 3-Methylcrotonoyl-CoA unter Verbrauch eines Moleküls ATP eine Carboxygruppe gebunden und es entsteht 3-Methylglutaconyl-CoA.
Dabei wird die Carboxygruppe von Biotin übertragen, das mit dem Rest des Proteins über die Aminosäure Lysin kovalent verknüpft ist. Wie an einem langen Arm kann das Biotin zwischen den beiden aktiven Zentren des Enzyms hin- und herpendeln. Am aktiven Zentrum der α-Untereinheit wird Biotin unter ATP-Verbrauch carboxyliert, am zweiten aktiven Zentrum, das sich in der β-Untereinheit befindet, wird die Carboxygruppe auf das Substrat übertragen.
Dieser Mechanismus findet sich auch bei den anderen biotinabhängigen Carboxylasen, wie der Pyruvat-Carboxylase, der Propionyl-CoA-Carboxylase und der Acetyl-CoA-Carboxylase.

## Regulation
Das Wissen über die Steuerung der Methylcrotonoyl-CoA-Carboxlase durch den Organismus ist noch sehr bruchstückhaft, es gilt jedoch als sicher, dass es gewisse Abhängigkeiten und Regulationsmechanismen gibt. Die folgenden Beispiele sollen einen kleinen Überblick vermitteln.

### Genexpression
- In menschlichen Zellen wurde im Zellzyklus in vitro eine Erhöhung der Gentranskription sowie der

Enzymaktivität der Methylcrotonoyl-CoA-Carboxylase gemessen.
- Bei gesunden Versuchspersonen erhöht sich bei Biotinüberschuss die Transkription des Gens für die α-Untereinheit um ein Vielfaches.[6] Unter leichtem Biotinmangel nimmt sie leicht ab, obwohl stärkerer Biotinmangel in vitro nicht zu einer Abnahme der Transkription führt.[7] Die Autoren beider Artikel resümieren, dass die Ergebnisse, im Vergleich mit thematisch ähnlichen Arbeiten der eigenen Arbeitsgruppen und anderer Gruppen, stark von den Versuchsbedingungen abhängen. Das Vorhandensein gegenläufiger Regulationsmechanismen wird diskutiert.

- Arabidopsis-Pflanzen (Acker-Schmalwand) reagieren auf einen Hungerzustand, hervorgerufen durch Entzug der Beleuchtung oder des CO2, mit verstärkter Expression der Gene der beiden Untereinheiten der Methylcrotonoyl-CoA-Carboxylase.[8] Ein Biotinmangel unterdrückt die Erhöhung der Gentranskription im Hungerzustand.[9]

### Biotinylierung des Enzyms
Tomatenpflanzen steuern gewebeabhängig die Aktivität der Methylcrotonoyl-CoA-Carboxylase über die Biotinylierung des Enzyms. (Wenn kein Biotin an die α-Untereinheit gebunden ist, bleibt das Enzym inaktiv.) In Wurzeln und Blättern fanden sich ungefähr gleiche Mengen der α-Untereinheit, jedoch entsprach die Enzymaktivität in den Blättern nur 10 % der Aktivität in den Wurzeln. Obwohl in den Blättern freies Biotin reichlich vorhanden ist, konnte man zeigen, dass dieser Unterschied auf einer geringeren Biotinylierung der α-Untereinheit des Enzyms im Blattgewebe beruht.

## Genetik
Das Gen für die α-Untereinheit codiert beim Menschen auf Chromosom 3 im Bereich q27.1, während das Gen für die β-Untereinheit auf Chromosom 5 im Bereich q12-q13 zu finden ist.
Ein Defekt in einer der beiden Untereinheiten führt zu einer seltenen Stoffwechselstörung, die Methylcrotonoyl-CoA-Carboxylasemangel genannt wird. Normalerweise erfolgt die Vererbung autosomal rezessiv, es sind aber auch Fälle mit dominantem Defekt bekannt.
Weitgehend ungeklärt ist der Zusammenhang zwischen Genotyp und Phänotyp, also warum zwei Menschen mit gleichem Gendefekt unterschiedlich schwer erkranken.